# Kodolányi János Egyetem
A Kodolányi János Egyetem (röviden: KJE vagy Kodolányi) 1992-ben székesfehérvári székhellyel alapított Kodolányi János íróról elnevezett alapítványi egyetem, Budapesten és egykor Orosházán is működő államilag akkreditált felsőoktatási intézmény. Székhelyét 2017. február 1-jén áthelyezték Orosházára, majd 2021. február 1-je óta ismét Székesfehérváron található az egyetem székhelye. Az intézmény 1992 és 2018 között főiskolaként működött, majd 2018. augusztus 1-jével egyetemi rangot kapott.
A Kodolányi János Egyetemen gazdasági, társadalomtudományi, bölcsészettudományi, művészeti és informatikai szakokat kínál.

## Története
1990–91-ben Székesfehérváron Andrásfalvy Bertalan akkori oktatási miniszter és az intézményszervező Rockenbauer Lajos és Szabó Péter közreműködésével új oktatási intézmény, egy alapítványi főiskola megalakítása kezdődött. 1991-ben Balsay István akkori polgármester fogadta a főiskola szerzésével foglalkozó Rockenbauer Lajost és Szabó Pétert, s az ő támogatásával az oktatási bizottság, majd a közgyűlés is megszavazta az előterjesztést. A város ingyenes használatba adta a leendő főiskolának a Szabadságharcos út 59. szám alatti üres épületet. Az új főiskola egy új típusú polgári értelmiség képzésére vállalkozott. A szervezők Kodolányi János  munkássága iránti tiszteletből és az író Székesfehérvárhoz való komoly kötődése alapján a főiskolát a Kodolányi János Főiskola névre keresztelték. 1997-ben megkezdődött az intézményhez tartozó szakközépiskola és egyéb intézmények szervezése, melyek szintén az író nevét viselik. 2017. február 1-én a főiskola Orosházára tette székhelyét, ide költözött a rektori tanács is. 2020-ben a Docler Holding tulajdonába került. 2021. február 1-én az egyetem Székesfehérvárra tette át székhelyét. 2023. június 1-től a Kodolányi János Egyetemet fenntartó cégnek új tulajdonosa lett, a Pro Universitate Albensis Oktatási, Beruházási és Koordinációs Zrt., mely a korábbi egyetemi vezetés eredményeinek elismerése és fenntartása mellett alapvető változásokat kíván életbe léptetni az egyetem életében, integrálva azt egy nagyobb holding, az Albensis Tudásközpont képzési portfóliójába. 2025. június 30-án a kevés tanulólétszám miatt az orosházi székhelyű intézmény bezárja a kapuit.

## Képzései

### Székesfehérvár

#### Alapképzések
- előadó-művészet [jazz-zongora]
- előadó-művészet [jazz-basszusgitár]
- előadó-művészet [jazz-dob]
- előadó-művészet [jazz-ének]
- előadó-művészet [jazz-gitár]
- előadó-művészet [jazz-harsona]
- előadó-művészet [jazz-szaxofon]
- előadó-művészet [jazz-trombita]
- emberi erőforrások
- kommunikáció- és médiatudomány
- közösségszervezés
- szociális munka
- turizmus-vendéglátás

#### Felsőoktatási szakképzés
- gazdálkodási és menedzsment

#### Mesterképzések
- nemzetközi tanulmányok
- turizmus-menedzsment
- vállalkozásfejlesztés

### Budapest

#### Alapképzések
- anglisztika
- emberi erőforrások
- gazdálkodási és menedzsment (magyar nyelven, duális formában is)
- gazdálkodási és menedzsment (angol nyelven, duális formában is)
- kommunikáció- és médiatudomány
- közösségszervezés
- nemzetközi tanulmányok (magyar nyelven)
- nemzetközi tanulmányok (angol nyelven)
- pedagógia
- szociális munka (duális formában is)
- történelem
- turizmus-vendéglátás (magyar nyelven, duális formában is)
- turizmus-vendéglátás (angol nyelven, duális formában is)
- üzemmérnök-informatikus (angol nyelven is)

#### Felsőoktatási szakképzések
- gazdálkodási és menedzsment
- televíziós műsorkészítő
- turizmus-vendéglátás [turizmus]

#### Mesterképzések
- emberi erőforrás tanácsadó
- nemzetközi tanulmányok (magyar nyelven)
- nemzetközi tanulmányok (angol nyelven)
- turizmus-menedzsment (magyar nyelven)
- turizmus-menedzsment (angol nyelven)
- vállalkozásfejlesztés (magyar nyelven)
- vállalkozásfejlesztés (angol nyelven)

### Orosháza

#### Alapképzések
- emberi erőforrások
- gazdálkodási és menedzsment
- szociális munka
- turizmus-vendéglátás

#### Felsőoktatási szakképzések
- gazdálkodási és menedzsment
- turizmus-vendéglátás

Az Kodolányi János Egyetemen mindemellett szakirányú továbbképzések és tanfolyamok, felnőttképzések is folynak.

## Híres diákjai
- Abebe Dániel
- Azurák Csaba
- Gattyán György
- Istenes Bence
- Kajdi Csaba
- Szabó Zsófi
- Zentai Márk

## Elismerései
- Fejér Megyei Minőségi Díj, 2003
- IIASA Shiba-díj, 2004 (a minőségi szolgáltatások fejlesztése révén)
- „Nyelv a szakmáért, szakma a nyelvért” európai díj, 2005 (saját nyelvi programjával)
- Magyar Minőség e-oktatás Díj 2006. (az e-learning alapú távoktatási program részére, a Magyar Minőség Társaság által kiírt pályázaton „az átgondolt, hosszú idő óta tartó fejlesztőmunkáért, a magas színvonalon működtetett keretrendszerért és infrastruktúráért, a tutor-tanárok kompetencia-alapú felkészítéséért, valamint a hallgatók tanulásának módszertani támogatásáért”)
- Recognised for Excellence 5*, 2006  (kategóriájában a legmagasabb) elismerés (a hazai felsőoktatási intézmények között egyedüliként)
- Felsőoktatási Minőségi Díj aranyfokozat, 2007 (Oktatási és Kulturális Minisztérium)
- E-Quality Európai Minőségi Díj, 2007 (a hallgatók és oktatók számára elérhető külföldi tanulmányutak és csereprogramok szervezése terén nyújtott kiemelkedő munkájáért)
- Felsőoktatási Minőségi Díj aranyfokozat, 2008 (Oktatási és Kulturális Minisztérium)
- Nemzeti Minőségi Díj, 2009 (a magyarországi felsőoktatási intézmények közül elsőként)
- Nívódíj a „Nemzetközi együttműködési kultúráért”, 2010 (a minőségi mobilitás szervezésért, projektalapú kapcsolatok kialakításáért és fejlesztésért)
- Európai Minőség-Innováció Díj, 2014
- Magyar Termék Nagydíj, 2014